# Fernán Silva Valdés
Fernán Silva Valdés (Montevideo, 15 de octubre de 1887 - 9 de enero de 1975) fue un poeta, compositor y dramaturgo uruguayo.

## Biografía
Nacido en Montevideo en 1887 pero habiendo pasado mucho tiempo de su infancia en Sarandí del Yi, sus padres fueron Fernando Silva Antuña y María Valdés. Es considerado como un referente en la corriente nativismo. Junto a Pedro Leandro Ipuche emprendieron una renovación estética de la poesía evolucionando de «lo gauchesco» a un nuevo género nativista.
Sus primeras obras se publicaron en Apolo (revista de arte y sociología, dirigida por Manuel Pérez y Curis).
Con Gerardo Matos Rodríguez en música crearon la Canción montevideana y compartieron en el género dos temas: Margarita punzó (1927) y Yo tuve una novia (1930). Posteriormente escribió la letra del tango Como el clavel del aire para Juan de Dios Filiberto.
Alberto Ginastera puso música a dos poemas de Fernán Silva en Dos canciones op. 3 (1938): Canción al árbol del olvido, op. 3 nº 1; Canción a la luna lunanca, op. 3 nº 2. La Canción al árbol del olvido, una delicada y hermosísima milonga, pasó de las salas de concierto (e.g. Victoria de los Ángeles y Geoffrey Parsons) a la música popular (e.g. Alfredo Zitarrosa). Es de reseñar la versión híbrida con el piano inolvidable de Martha Argerich, y la voz de Mercedes Sosa, grabada en vivo en el Teatro Colón en 2003 (disponible en YouTube como Mercedes Sosa "Ciclo Martha Argerich" (2003)).
Fue miembro de la Academia Nacional de Letras del Uruguay y fundador de la gestora de derechos de autor AGADU.
Colaboró con varios diarios y revistas de Montevideo y en Buenos Aires con la publicación La Prensa.
Una calle en Montevideo lo recuerda y conmemora con una de sus obras premiadas, Intemperie, publicada en 1930 dentro de los festejos del centenario de Uruguay.

## Premios
- Gran Premio Nacional de Literatura (1970)
- Premio edición Centenario (1930) por Intemperie[7]

## Obras

### Poesía
- Ánforas de barro (1913)
- Humos de incienso (1917)
- Agua del tiempo (1921)
- Poemas nativos (1925)
- Intemperie (1930)
- Romances chúcaros (1933)
- Romancero del Sur (1938)
- Canto del Uruguay
- Cuentos y leyendas del Río de la Plata
- Lenguaraz
- Poesías y leyendas para los niños
- Ronda catonga
- Corralito
- Gaucho
- La cometa
- A la mancha

### Tangos
- Agua florida
- Clavel del aire
- Margarita Punzó (1927)
- Yo tuve una novia (1930)
- El tamboril